# Фалькі (Свентокшиське воєводство)
Фалькі (пол. Falki) — село в Польщі, у гміні Ґнойно Буського повіту Свентокшиського воєводства.
Населення — 141 особа (2011).
У 1975-1998 роках село належало до Келецького воєводства.

## Демографія
Демографічна структура на день 31 березня 2011 року:
|          | Загалом | Допрацездатний вік | Працездатний вік | Постпрацездатний вік |
| -------- | ------- | ------------------ | ---------------- | -------------------- |
| Чоловіки | 71      | 15                 | 48               | 8                    |
| Жінки    | 70      | 15                 | 36               | 19                   |
| Разом    | 141     | 30                 | 84               | 27                   |